# キャシス
キャシス (Chasis、本名: ラモーン・ジョンソン、1982年10月10日 - ) とは、アメリカ合衆国カリフォルニア州オレンジ郡出身のラッパーである。
2006年リリースの、エミネム主催のコンピレーション・アルバム『Eminem presents the Re-Up』にフィーチャーされた事で話題を呼ぶ。2011年8月に、Shady Recordsからの脱退を表明。